# Farchat Mustafin
Farchat Achatovič Mustafin, o Fargat Mustafin (in russo Фархат Ахатович Мустафин?, in tataro Фәрхәт Әхәт улы Мостафин; 7 settembre 1950), è un ex lottatore sovietico, dal 1991 russo, di etnia tatara.

## Carriera
Ha vinto la medaglia di bronzo nella lotta greco-romana ai Giochi olimpici di Montréal 1976.
È il padre di Alija e Nailja Mustafina.